# Литке, Пётр Иванович

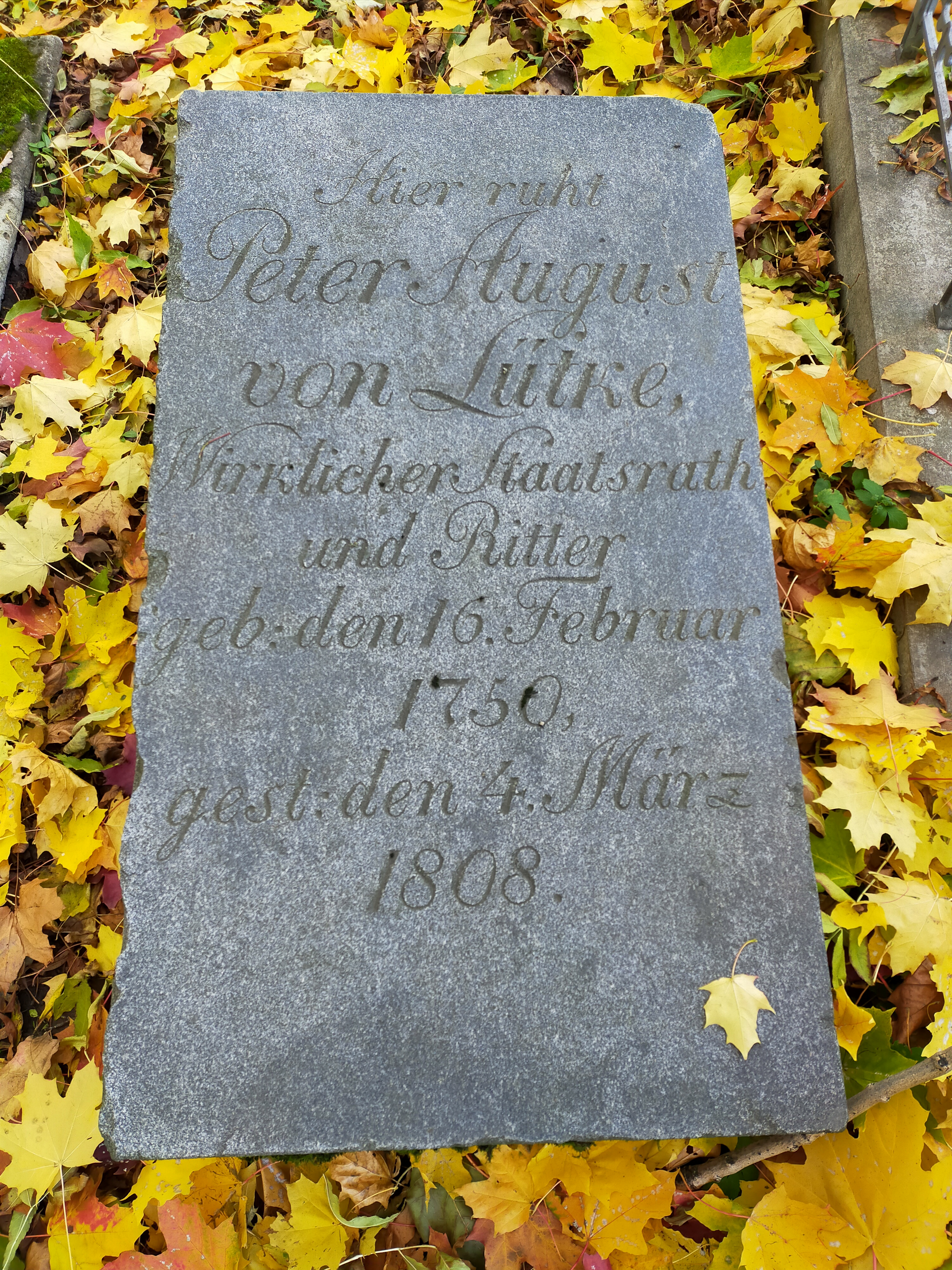
Надгробие П. И. Литке, Волковское лютеранское кладбище

Пётр Ива́нович Ли́тке (нем. Peter Gottlieb Lütke; 16 [27] февраля 1750, Москва — 4 [16] марта 1808, Санкт-Петербург) — статский советник, член коммерц-коллегии.

## Биография
Родился в Москве 16 (27) февраля 1750 года.
С 1768 года служил вахмистром в Нарвском полку, участвовал в битвах при Ларге, Кагуле и в дальнейших действиях первой турецкой войны. В 1775—1776 годы состоял в свите князя Н. В. Репнина при его посольстве в Константинополь; в качестве адъютанта в 1778 году сопровождал Н. В. Репнина в Тешен. В 1781—1782 годы — управляющий Ветлужскими имениями князя. В 1783 году вышел в отставку с чином секунд-майора.
Арендовал воронежское Н. В. Репнина; здесь познакомился со священником Е. А. Болховитиновым (впоследствии — митрополит Евгений).
С 1794 года служил членом Верховного Литовского правления (Гродно), затем — советником таможенных дел в казенной палате (Петербург); участвовал в выработке нового таможенного тарифа. С 1797 года — член коммерц-коллегии, инспектор петербургской и кронштадтской таможен.
Умер 8 (20) марта 1808 года в Петербурге, похоронен на Волковском лютеранском кладбище.

### Семья
Отец — Иоганн Филипп Литке (нем. Johann Philipp Lütke; 1705—1772) — магистр богословия, ректор Петришуле (1736—1737).
Жена — Анна Ивановна (Анна Доротея, урожд. Энгель; ум. 17.9.1797); дети:
- Евгений (1785—1830)
- Наталья (1789—1848), замужем за И. С. Сульменевым (1771—1851), адмиралом;
  - внуки: Надежда (1813—1850), Екатерина (1814—1900), Николай (1815—1876), Пётр (1817—1901), Анна (1817—1888; замужем за П. Д. Дягилевым), Наталья (1823—1904)
- Анна (1793 — ?), замужем за Карлом Карловичем Гирсом (1777—1835);
  - внуки: Александр (1815—1880), Николай (1820—1895), Фёдор (1824—1891)
- Елизавета (1795 — ?), замужем за Фридрихом фон Розен
- Фёдор (1797—1882) — исследователь Арктики, адмирал (1855), президент Академии наук (1864—1882);
  - внуки: Константин (1837—1892), Николай (1839—1887)

Жена (с 1798) — Екатерина Андреевна (урожд. Пальм; во втором браке за А. Г. Завалишиным); дети:
- Александр (1798—1851)
- Николай (1800—1841);
  - внучка Мария (1831—1912), замужем за А. Г. Анзимировым (1830 — после 1870), писательница[9];
- Паулина (Пелагея Христиановна; 1807—1836), замужем за А. М. Тургеневым (1772—1863), тобольским, бессарабским и казанским губернатором;
  - внучка Ольга (1836—1872; замужем за С. Н. Сомовым).

## Комментарии
1. ↑  В источниках[2][3] встречается написание имени Peter August Lütke.
2. ↑  Была похоронена на Волковском лютеранском кладбище; в 1940 году перезахоронена на Лазаревском кладбище Александро-Невской лавры[6].